# Nyctibora stygia
Nyctibora stygia es una especie de cucaracha del género Nyctibora, familia Ectobiidae. Fue descrita científicamente por Walker en 1868.
Habita en Honduras y Haití.